# Gojko Pijetlović
Gojko Pijetlović, cyr. Гојко Пијетловић (ur. 7 sierpnia 1983) – serbski piłkarz wodny. Brązowy medalista olimpijski z Londynu.
Zdobył również złoty medal podczas mistrzostw świata w Rzymie w 2009 roku i srebrny podczas mistrzostw świata w Szanghaju w 2011 roku.
Igrzyska w Londynie były dla niego pierwszymi igrzyskami olimpijskimi. W Londynie Serbowie w meczu o brązowy medal wygrali z Czarnogórą.
Ma brata Dusko, który również jest piłkarzem wodnym.